# Saint-Jean-Saint-Maurice-sur-Loire
Saint-Jean-Saint-Maurice-sur-Loire är en kommun i departementet Loire i regionen Auvergne-Rhône-Alpes i centrala Frankrike. Kommunen ligger i kantonen Roanne-Sud som tillhör arrondissementet Roanne. År 2022 hade Saint-Jean-Saint-Maurice-sur-Loire 1 155 invånare.

## Befolkningsutveckling
Antalet invånare i kommunen Saint-Jean-Saint-Maurice-sur-Loire
| Referens: INSEE |